# Walter Dornberger
Walter Robert Dornberger (Gießen, 6 de setembro de 1895 – Sasbach, 27 de junho de 1980), foi um oficial do Exército alemão cuja carreira abrangeu a primeira e segunda Guerras Mundiais. Ele liderou o projeto do foguete V-2 e outros projetos no Centro de Pesquisas do Exército de Peenemünde.

## Desenvolvimento de Foguetes
Em abril de 1930, Dornberger foi nomeado para o Departamento de Armas do Conselho de Balística do Exército Alemão (Reichswehr) como examinador assistente para desenvolver secretamente um foguete militar de combustível líquido adequado para produção em massa que ultrapassaria a gama de artilharia. Na primavera de 1932, Dornberger, seu comandante (Capitão Ritter von Horstig) e o coronel Karl Emil Becker visitaram o Verein für Raumschiffahrt (VfR) alugado Raketenflugplatz (inglês: "Rocket Flight Field") e posteriormente emitiu um contrato para um lançamento de demonstração. Em 21 de dezembro de 1932, o capitão Dornberger viu um motor de foguete explodir em Kummersdorf enquanto Wernher von Braun tentava acendê-lo com uma lata de gasolina em chamas na extremidade de um poste de quatro metros de comprimento (13 pés).
Em 1933, Waffenamt Prüfwesen ( Wa Prüf, inglês: "Teste de Armas") 1/1, sob o Heereswaffenamt (Departamento de Armas do Exército), começou a trabalhar sob a direção do Coronel / Dr. Ing. hc Dornberger. Dornberger também assumiu seu último comando militar em 1 de outubro de 1934, uma bateria de treinamento de foguetes de pólvora em Königsbrück. Em maio de 1937, Dornberger e sua organização de noventa homens foram transferidos de Kummersdorf para Peenemünde. Em setembro de 1942, Dornberger recebeu dois cargos: coordenar a bomba voadora V-1 e o foguete V-2 programas de desenvolvimento e direcionamento de operações ativas. O primeiro lançamento de teste bem-sucedido de um V-2 foi o terceiro lançamento de teste em 3 de outubro de 1942. Na manhã de 7 de julho de 1943, Dr. Ernst Steinhoff, von Braun e o Major-General Dornberger voaram para encontrar Hitler que viu o filme do lançamento bem-sucedido teste de V-2 (narrado por von Braun) e os modelos em escala do bunker de Watten e veículos lançar de tropas:
Este terceiro dia de outubro de 1942, é o primeiro de uma nova era no transporte, a das viagens espaciais ... Walter Dornberger, discurso em Peenemünde 3 de outubro de 1942
Eu tive que me desculpar apenas com dois homens em toda a minha vida. O primeiro foi o marechal de campo Field Marshal von Brauchitsch. Não dei ouvidos a ele quando me repetiu repetidas vezes como sua pesquisa era importante. O segundo homem é você. Nunca acreditei que seu trabalho teria sucesso. Adolf Hitler, Apology to Major-General Dornberger, 8 de julho de 1944
Em janeiro de 1944, Dornberger foi nomeado Comandante de Artilharia Sênior 191 e estava sediado em Maisons-Lafitte perto de Saint Germain, e em dezembro de 1944, Dornberger recebeu autoridade completa para o desenvolvimento de foguetes antiaéreos (Flak E Flugabwehrkanonenentwicklung). Em 12 de janeiro de 1945 por proposta de Dornberger, Albert Speer substituiu a Comissão de Armas de Longo Alcance por "Equipe de Trabalho Dornberger". Em fevereiro de 1945, Dornberger e sua equipe realocaram seu quartel-general de Schwedt-an-der-Oder para Bad Sachsa, então em 6 de abril de 1945, de Bad Sachsa para Haus Ingeborg em Oberjoch perto de Hindelang nas montanhas Allgäu da Baviera. Antes de ir para os Alpes, o General Dornberger escondeu documentação V-2 abrangente em uma mina perto de Goslar, que foi recuperada pelo 332º Regimento de Engenheiros em 16 de maio de 1945 por uma ação secreta quando Goslar já estava ocupado pelo Exército Britânico.
Em 2 de maio de 1945, Dornberger, von Braun e cinco outros homens partiram de Haus Ingeborg e viajaram pela passagem de Gaicht em direção à pequena vila austríaca de Schattwald. Eles encontraram soldados americanos que conduziram o grupo à cidade tirolesa de Reutte para passar a noite. Em um campo de internamento após a guerra, conhecido como "CSDIC Camp 11", os britânicos grampearam Dornberger, que em uma conversa com o Generalmajor Gerhard Bassenge (GOC Air Defenses, Tunis & Biserta) disse que ele e Wernher von Braun tinham percebido em final de 1944 que as coisas estavam indo mal e, conseqüentemente, estava em contato com a General Electric Corporation através da Embaixada da Alemanha em Portugal, com vista a chegar a um acordo.

## Pós-guerra
Em meados de agosto de 1945, depois de participar da Operação Backfire, Dornberger foi escoltado de Cuxhaven a Londres para ser interrogado pela Unidade de Investigação de Crimes de Guerra britânica em conexão com o uso de trabalho escravo na produção de foguetes V-2; ele foi posteriormente transferido e detido por dois anos em Bridgend, no sul do País de Gales.
Junto com alguns outros cientistas de foguetes alemães, Dornberger foi libertado e trazido para os Estados Unidos sob os auspícios da Operação Paperclip e trabalhou para a Força Aérea dos Estados Unidos por três anos, desenvolvendo mísseis guiados. De 1950 a 1965, trabalhou para a Bell Aircraft Corporation, onde atuou em diversos projetos, chegando ao cargo de Vice-Presidente. Ele desempenhou um papel importante na criação da aeronave North American X-15 e foi um consultor-chave para o projeto Boeing X-20 Dyna-Soar. Ele também teve um papel na criação de ideias e projetos, o que, no final, culminou na criação do Ônibus Espacial. Dornberger também desenvolveu o ASM-A-2 da Bell, o primeiro míssil nuclear guiado ar-superfície desenvolvido para o Comando Aéreo Estratégico. Dornberger aconselhou a Alemanha em um programa espacial europeu. Durante a década de 1950, ele teve algumas diferenças com von Braun e foi fundamental no recrutamento de vários engenheiros da equipe de Huntsville para projetos da Força Aérea. O mais notável deles foi Krafft Ehricke, que mais tarde criou o palco do foguete Centaur e participou ativamente de vários outros projetos de Defesa.
Após a aposentadoria, Dornberger foi para o México e depois voltou para a Alemanha, onde morreu em 1980 em Baden-Württemberg.

## Trabalhos
- Dornberger, Walter (1952). V-2, der Schuss ins Weltall: Geschichte einer grossen Erfindung [V-2, the Shot into Space: History of a Great Invention] (em alemão). Esslingen: Bechtle Verlag. OCLC 175065526
- Dornberger, Walter (1954). V-2. New York: Viking Press. OCLC 1223668